# ヴィジョンズ・フロム・ジ・エンチャンテッド・ランズ
『ヴィジョンズ・フロム・ジ・エンチャンテッド・ランズ』(Visions from the Enchanted Lands)は2007年に発売されたイタリアのシンフォニックメタルバンド、ラプソディー・オブ・ファイアのライブDVD。

## 解説
- ラプソディー・オブ・ファイアの初のライブDVDである。
- ライブ映像をメインに、インタビューやドキュメンタリー映像も収録されている。また、CDには収録されていない楽曲が2曲収録されている。

## 収録曲
- Disc 1

1. アンホーリー・ウォークライ（イントロダクション） - Unholy Warcry（Introduction)
2. ネヴァー・フォゴットゥン・ヒーローズ＜数年前より・・・（インタヴュー）＞ - Never Forgotten Heroes
3. ウィズダム・オブ・ザ・キングス〔ライヴ〕- Wisdom Of The Kings (Live from Germany)
4. ファンについて（インタヴュー） - The Fans
5. ヴィレッジ・オブ・ドワーヴズ〔ライヴ〕- The Village Of Dwarves (Live from Germany)
6. 神秘の旅路（インタヴュー） - The Mystical Journey
7. エリアンズ・ミスティカル・ライムズ〔ライヴ〕 - Erian's Mystical Rhymes (Live from Canada)
8. ドラム・ソロ〔ライヴ〕 - Drum Solo (Live from Canada)
9. カナダの仲間たち（インタヴュー） - Canadian Cousins
10. ドーン・オブ・ヴィクトリー〔ライヴ〕 - Dawn Of Victory (Live from Canada)
11. ラメント・エロイコ～英雄の嘆き〔ライヴ〕 - Lamento Eroico (Live from Canada)
12. エメラルド・ソード〔ライヴ〕 - Emerald Sword (Live from Canada)
13. セイクリッド・パワー・オブ・レイジング・ウインズ〔ライヴ〕＜CZECH REPUBLIC'S MASTERS OF ROCK＞ - Sacred Power Of Raging Wind (Live from Czech Republic)
14. ヴィレッジ・オブ・ドワーヴズ〔ライヴ〕＜CZECH REPUBLIC'S MASTERS OF ROCK＞ - The Village Of Dwarves (Live from Czech Republic)
15. ランド・オブ・イモータルズ〔ライヴ〕＜CZECH REPUBLIC'S MASTERS OF ROCK＞  - Land Of Immortals (Live from Czech Republic)
16. マーチ・オブ・ザ・ソードマスター〔ライヴ〕＜GERMANY'S EARTHSHAKER FEST 2005＞  - The March Of The Swordmaster (Live from Germany)
17. ホーリー・サンダーフォース〔ライヴ〕＜GERMANY'S EARTHSHAKER FEST 2005＞ - Holy Thunderforce (Live from Germany)
18. ネヴァー・フォゴットゥン・ヒーローズ＜CREDITS＞  - Never Forgotten Heroes
19. ザ・ダーク・シークレット〔イクステンデッド・ヴァージョン〕＜BONUS VIDEO＞  - The Dark Secret (Extended Version)
20. アンホーリー・ウォークライ〔イクステンデッド・ヴァージョン〕＜BONUS VIDEO＞ - Unholy Warcry (Extended Version)
21. ザ・マジック・オブ・ザ・ウィザーズ・ドリーム〔ジャーマン・ヴァージョン〕＜BONUS VIDEO＞  - The Magic Of The Wizard's Dream (German Version)
22. エイジ・オブ・ザ・レッド・ムーン＜UNRELEASED BONUS TRACK＞（Audio only）- Age Of The Red Moon
23. パワー・オブ・ザイ・スワード＜UNRELEASED BONUS TRACK＞（Audio only） - Power Of Thy Sword

- Disc 2

1. ザ・ダーク・シークレット～アンホーリー・ウォークライ＜ミュージック・ヴィデオ＞ - The Dark Secret～Unholy Warcry
2. ザ・マジック・オブ・ザ・ウィザーズ・ドリーム＜ミュージック・ヴィデオ＞ - The Magic Of The Wizard's Dream
3. シャドウズ・オブ・デス＜ザ・メイキング・オブ・ザ・ダーク・シークレット＞ - Shadows Of Death
4. ガーディアニ・デル・デスティノ＜ザ・メイキング・オブ・ザ・ダーク・シークレット＞ - Guardiani Del Destino
5. ネヴァー・フォゴットゥン・ヒーローズ＜ザ・メイキング・オブ・ザ・ダーク・シークレット＞ - Never Forgotten Heroes
6. アンホーリー・ウォークライ＜ザ・メイキング・オブ・ザ・ダーク・シークレット＞  - Unholy Warcry
7. ドラゴンランズ・リヴァーズ＜ザ・メイキング・オブ・ザ・ダーク・シークレット＞ - Dragonland's Rivers
8. セイクリッド・パワー・オブ・レイジング・ウインズ＜ザ・メイキング・オブ・ザ・ダーク・シークレット＞ - Sacred Power Of Raging Winds
9. ザ・ダーク・シークレット＜ザ・メイキング・オブ・ザ・ダーク・シークレット＞ - The Dark Secret
10. ザ・マジック・オブ・ザ・ウィザーズ・ドリーム＜ザ・メイキング・オブ・ザ・ウィザーズ・ドリーム＞ - The Magic Of The Wizard's Dream
11. アンホーリー・ウォークライ〔ライヴ〕 - Unholy Warcry (Live from USA)
12. ライヴの機材について - Live Equipment
13. アディショナル・インタヴューズ・フロム・2005 ツアー - Additional Interviews From 2005 Tour
14. ダー・クノー＜トライアンフ・オア・アゴニー＞ - Dar-Kunor
15. ザ・ミス・オブ・ザ・ホーリー・ソード＜トライアンフ・オア・アゴニー＞ - The Myth Of The Holy Sword
16. ザ・ミスティック・プロフェシー・オブ・ザ・デーモンナイト＜トライアンフ・オア・アゴニー＞  - The Mystic Prophecy Of The Demonknight
17. ダーク・レイン・オブ・ファイア＜トライアンフ・オア・アゴニー＞ - Dark Reign Of Fire
18. イル・カント・デル・ヴェント＜トライアンフ・オア・アゴニー＞ - Il Canto Del Vento
19. サイレント・ドリーム＜トライアンフ・オア・アゴニー＞ - Silent Dream
20. サン・オブ・ペイン＜トライアンフ・オア・アゴニー＞ - Son Of Pain
21. アンホーリー・ウォークライ＜トライアンフ・オア・アゴニー＞  - Unholy Warcry
22. エリアンズ・ミスティカル・ライムズ＜リハーサル＞ - Erian's Mystical Rhymes
23. ヴィレッジ・オブ・ドワーヴズ＜リハーサル＞ - The Village Of Dwarves
24. アウトテイクス - Outtakes
25. アンホーリー・ウォークライ＜ザ・メイキング・オブ・アンホーリー・ウォークライ＞  - Unholy Warcry